# Соколов, Юрий Николаевич (учёный)
Юрий Николаевич Соколов (1905 — 1984) — советский рентгенолог, доктор медицинских наук (1951), профессор (1952).

## Биография
Родился в семье юриста и рентгеновской лаборантки. В 1930 окончил Первый МГМУ, потом 2 года работал врачом. В 1933 поступил в аспирантуру Московского института рентгенологии и радиологии. В 1936 защитил кандидатскую диссертацию, в которой были изучено влияние рентгеновских лучей на феномен Артюса и аллергические реакции. Тогда же педагогическую деятельность, работая по совместительству ассистентом кафедры рентгенологии ЦИУВ. С началом Великой Отечественной войны, в июне 1941 был призван в РККА. На Брянском, Воронежском фронтах возглавлял рентгеновское отделение в составе госпиталей, в 1943 был назначен главным рентгенологом 1-го Украинского фронта. Находясь в действующей армии, не прекращал научной работы, публикуя статьи, выступая с докладами и участвуя в составлении сборников научных трудов фронтовых рентгенологов, также им были организованы курсы по специализации фронтовых рентгенологов, возглавлял редакционную коллегию сборника научных трудов Воронежского фронта.
После демобилизации возвращается в МНИРРИ, где работает старшим научным сотрудником, а затем заместителем директора по науке института, ведёт научные исследования в области рентгенодиагностики заболеваний в гастроэнтерологии. В 1951 защитил докторскую диссертацию, в 1952 избран на должность заведующего кафедрой рентгенологии Первого МГМУ, в 1963 становится заведующим кафедрой рентгенологии № 2 Центрального ордена Ленина института усовершенствования врачей (ЦОЛИУВ), которую возглавлял до 1977. После чего по личной просьбе переходит на должность консультанта, которую занимал до 1984. Во второй половине 1950-х — 1960-е участвовал в межкафедральных клинико-рентгенологических конференциях, организуемых С. А. Рейнбергом.
Работал главным рентгенологом Министерства здравоохранения СССР и IV главного управления оном. В течение 33 лет проработал в редакции журнала «Вестник рентгенологии и радиологии», из них 27 лет в должности главного редактора. Под его руководством подготовлено и защищено 7 докторских и 40 кандидатских диссертаций. Стал автором более 150 печатных научных работ. Являлся членом правления Всесоюзного, Всероссийского и Московского общества рентгенологов и радиологов. Целый ряд опубликованных им монографий и статей посвящён научным исследованиям по изучению хронической эмфиземы и лёгочной недостаточности, был выявлен и доказан феномен прозрачности лёгочной ткани на вдохе и выдохе, создана методика «Проба Соколова», используемая до сих пор.

## Публикации
- Соколов Ю. Н., Рудерман А. И. Рентгенодиагностика рака желудочно — кишечного тракта. В помощь практическому врачу, 1947.[3]
- Соколов Ю. Н., Власов П. В. Рельеф слизистой желудка в норме и патологии. М., Медицина, 1968.
- Соколов Ю. Н., Антонович В. Б. Рентгенодиагностика опухолей пищеварительного тракта. М., Медицина, 1981.